# Hellphone
Hellphone, Alternativtitel Hellphone – Ein teuflisches Handy, ist eine französische Horrorkomödie mit Science-Fiction und Fantasy-Elementen aus dem Jahr 2007. Regisseur James Huth verfilmte das Drehbuch von Jean-Baptiste Andrea, wobei der Filmkomponist Bruno Coulais für die Musik verantwortlich war. Der Protagonist Sid wird von Jean-Baptiste Maunier dargestellt, der aus Die Kinder des Monsieur Mathieu bekannt ist.

## Handlung
Der in der Schule eher unbeliebte Skater Sid will sich ein neues Handy kaufen, um so cooler zu wirken und seine Mitschülerin Angie zu beeindrucken. In einem kleinen, abgelegenen Laden findet der Teenager ein Gerät, das er für angemessen hält. Allerdings ahnt er nicht, dass dieses Handy, das Hellphone, ein eigenständiges Leben führt und teilweise menschliche Eigenschaften besitzt. So buhlt das Handy um die Liebe von Sid, der wiederum in die schöne und beliebte Angie verliebt ist. Sie ist jedoch mit dem Schul-Macho, Virgile, liiert und beachtet ihn nicht. Virgile macht sich einen Spaß daraus, Sid zu mobben und zu demütigen, sodass das Handy aus Liebe zu Sid beginnt, Virgile und andere Mitschüler von Sid durch Anrufe dazu zu bringen, sich oder andere Mitschüler umzubringen oder zu verletzen.
Als Sid bemerkt, dass sein Handy versucht, ihm seine Wünsche zu erfüllen, versucht er es loszuwerden, nachdem sowohl sein tyrannischer Chef, in dessen Fast-Food-Restaurant Sid jobbte, als auch einige seiner Lehrer auf bizarre Weise zu Tode gekommen sind. Sid wird klar, dass sein Handy bereit ist, für seinen Besitzer auch über Leichen zu gehen, sei es aus verschmähter Liebe oder aus zorniger Enttäuschung. Um das Gerät endgültig vernichten zu können, braucht Sid die Hilfe seiner Mitschüler. Nach turbulenten Wendungen gelingt es Sid am Ende, Angies Liebe zu erringen und das Handy loszuwerden.

## Rezensionen
„Französische Horrorfilmparodie mit guten Darstellern, die Stereotypen des Genres geschickt variiert und konsumorientiertes Statusdenken auf die Schippe nimmt.“

„Ein großer Spaß für Teenslasher-Fans und Freunden von Horrorkomödien ist Hellphone geworden. Zwar ist die Welle der Scream-Epigonen schon eine Weile verebbt, doch Hellphone schafft es, dank origineller Geschichte und frischen Darstellern für sich alleine zu stehen. Dass sich der Film zu keiner Sekunde ernst nimmt und auch vor drastischen Morden nicht zurückschreckt, macht ihn zu einer kleinen Genreperle, die Fans der genanten Genres zugreifen lassen sollte.“